# Hajime Kawakami
Hajime Kawakami (河上 肇 Kawakami Hajime?, Yamaguchi, 20 de octubre de 1879 - 30 de enero de 1946) fue un intelectual y economista de tendencia marxista japonés.
Se graduó en la Universidad Imperial de Tokio. Tras escribir en Yomiuri Shimbun, fue contratado como profesor de economía en la Universidad de Kioto. Se fue aproximando al marxismo, y participó en el incidente del 15 de marzo de 1928, siendo expulsado de la universidad como subversivo. Al año siguiente, estuvo entre los fundadores del partido Shinrōtō. Kawakami continuó publicando en la revista económica de orientación marxista "Estudios de Problemas Sociales". Se afilió al ilegal Partido Comunista de Japón, por lo que fue encarcelado entre 1933 y 1937. Tras ser puesto en libertad, tradujo El capital del alemán al japonés. Pasó el resto de su vida escribiendo todo tipo de literatura: ensayo, novela, poesía y su autobiografía Jijoden, que escribió secretamente entre 1943 y 1945 y publicó de forma seriada en 1946, convirtiéndose en un best-seller.